# 近藤太
近藤 太（こんどう ふとし、1973年 - ）は、日本の映画監督、脚本家、俳優。愛知県出身。

## 略歴
北九州大学法学部卒業。
1988年より8mm映画を撮り始め、1996年に石井聰互の福岡実践映画塾に参加。
1998年の白石晃士との共同監督作品『風は吹くだろう』が、ぴあフィルムフェスティバル99で準グランプリを受賞。
2000年に監督した『おれたちの川 〜濁流編〜』がイメージフォーラム・フェスティバル2000に入賞し、水戸短編映像祭と宝塚映画祭でグランプリを受賞。 2001年には同作がゆうばり国際ファンタスティック映画祭オフシアター部門に入選。 
その後はブロードウェイ販売の『ほんとにあった! 呪いのビデオ』シリーズなどのオリジナルビデオの制作に参加する他、俳優としても活躍している。

## 作品

### 映画
- 風は吹くだろう（1997年、自主制作）　監督・脚本（白石晃士と共同）
- おれたちの川 〜濁流編〜（2000年、自主制作）　監督・脚本
- サノバビッチ☆サブ 〜青春グッバイ〜（2001年）　出演
- 近未来蟹工船 レプリカント・ジョー（2003年）　出演
- バカブロッサム! 馬鹿風呂（2003年）　出演

### オリジナルビデオ
- ほんとにあった! 呪いのビデオ Special3（2002年）　演出・構成・編集（坂本一雪と共同）
- ほんとにあった! 呪いのビデオ Ver.X:4（2002年）　構成
- 怪奇! アンビリーバブル3（2002年）　構成
- ほんとにあった! 呪いのビデオ リング編（2003年）　演出・構成・編集（坂本一雪と共同）
- ほんとにあった! 呪いのビデオ11（2003年）　演出補・編集
- ほんとにあった! 呪いのビデオ Special4（2003年）　演出補・編集